# Jean Baptiste Eugène Estienne
Jean Estienne (n. 7 noiembrie 1860, Franța – d. 2 aprilie 1936, Paris, Franța) a fost un soldat, artilerist și inginer militar francez. A avut o influență majoră asupra dezvoltării artileriei moderne și a aviației militare în Franța. Estienne este recunoscut în special pentru contribuțiile sale la crearea unei arme inovatoare și revoluționare - tancul.
În timpul Primului Război Mondial, Estienne a fost un pionier în utilizarea tancurilor în luptă. El a fost cel care a promovat ideea folosirii acestor vehicule blindate pentru a sprijini infanteria și pentru a traversa tranșeele inamice. În calitate de inginer militar, Estienne a jucat un rol esențial în dezvoltarea și testarea primelor tancuri franceze. Datorită contribuțiilor sale semnificative, Estienne a fost supranumit „Părintele tancurilor”. A fost cel care a introdus termenul de „artilerie de asalt” pentru a descrie aceste vehicule militare și a lucrat la dezvoltarea tacticii de utilizare a tancurilor în câmpul de luptă.

## Tinerețe și început de carieră
Estienne a crescut într-o familie respectată, tatăl său fiind notar și primar al satului lor timp de două decenii. De asemenea, el a avut privilegiul de a fi consilier general pentru Meuse. Mama sa, Marie Emma Nocas, nu a avut o ocupație specifică. 
Estienne a manifestat aptitudini pentru matematică încă de la o vârstă fragedă și a urmat cu succes cursurile la Collège de Saint-Dizier și apoi la Lycée de Bar-le-Duc. În anul 1880, a fost eligibil pentru a susține examenele de admitere la mai multe școli civile și militare, cum ar fi École Normale Supérieure, Saint-Cyr și École polytechnique. Cu toate acestea, a reușit să se claseze pe locul 6 la examenul de admitere la École polytechnique și a ales să studieze acolo. A absolvit în anul 1882, clasându-se pe locul 131 dintr-o clasă de 205 studenți. Tot în acel an, Estienne a obținut și premiul întâi la un concurs național de matematică. Pe lângă interesul său pentru matematică, Estienne s-a arătat atras și de filosofie, dar pasiunea sa cea mai mare a fost Grecia antică. 
În anul 1882, după absolvirea École polytechnique, Estienne a ales să rămână în armată și s-a înscris în artilerie. A fost admis ca sublocotenent la școala de pregătire a artileriei de la Fontainebleau. După doi ani, în 1884, a absolvit cu gradul de locotenent și a fost repartizat la regimentul 25 de artilerie din Vannes.
Pe lângă activitățile sale militare, Estienne a continuat să studieze balistica și a publicat prima sa carte intitulată „Erreurs d'observation” (Erori de observație), pe care a prezentat-o la Academia de Științe. În această carte, el a pledat pentru utilizarea focului indirect în artilerie, ceea ce reprezenta o abordare inovatoare la acea vreme.
La data de 14 octombrie 1885, Estienne s-a căsătorit cu Camille Jacquot.
Promovat la gradul de căpitan în regimentul 1 de artilerie în 1891, Estienne a început să dezvolte instrumente telemetrice în atelierul din Bourges. Unul dintre aceste instrumente inovatoare a fost goniometrul de indicare, care i-a permis să pună în practică teoriile sale. În anul 1895, a publicat a doua sa carte, intitulată „L'Art de conjecturer” (Arta de a face coniecturi).
În 1902, Estienne a fost transferat la regimentul 19 de artilerie, unde a devenit șef de escadron al atelierului de precizie. În același timp, el și-a continuat activitatea teoretică la secția de artilerie din Paris. A dezvoltat diverse instrumente de precizie, printre care se numără telemetrul fonetic, și a pledat pentru utilizarea telefonului pentru transmiterea corecțiilor de tragere de la baterii. Chiar și cu această activitate intensă în domeniul tehnicii militare, Estienne a reușit să publice un studiu despre teorema lui Pascal în anul 1906.
În anul 1907, Estienne a devenit directorul Școlii de artilerie din Grenoble, unde a publicat lucrarea „Les Forces morales à la guerre” (Forțele morale în război). Aici a explorat aspectele morale și psihologice ale războiului și a adus contribuții semnificative în acest domeniu.

## Pionier în aviația militară
Estienne era cunoscut ca unul dintre cei mai străluciți și progresiști ofițeri, iar în 1909 a primit comanda serviciului de aviație militară, care se afla în proces de înființare la Reims, din partea generalului Brun. Aici, a dezvoltat tehnici și tactici pentru utilizarea avioanelor de observație. Ulterior, a comandat al treilea grup de aviație la Lyon. Cu toate acestea, a fost rechemat în curând la Vincennes pentru a-și continua activitatea acolo, unde a înființat o secție de aviație de artilerie.
La declanșarea Primului Război Mondial, Estienne a fost numit comandant al regimentului 22 de artilerie, cu sediul la Versailles. Regimentul său a făcut parte inițial din divizia a 6-a de infanterie a generalului Bloch și apoi din cea a generalului Pétain la sfârșitul lunii august. În timpul bătăliei de la Charleroi, artileria pe care o comanda Estienne, utilizând tactici avansate și sprijinită de aviație, a impresionat trupele germane. Cu toate acestea, infanteria a suferit pierderi grele în fața focului mitralierelor. La data de 25 august 1914, Estienne a declarat ofițerilor din regimentul său: „Domnilor, victoria în acest război va aparține primului dintre cei doi beligeranți care va reuși să plaseze un tun de 75 mm pe o mașină capabilă să se deplaseze pe orice teren.”

## „Părintele tancurilor”
În vara anului 1915, Estienne a aflat despre eforturile lui Eugène Brillié, inginer la Schneider et Cie, și Jules-Louis Breton, deputat în Parlament, de a dezvolta un vehicul capabil să taie sârma ghimpată. Aceștia se bazau pe șasiul tractorului cu șenile Holt, pe care îl văzuseră în timpul antrenamentelor desfășurate de Corpul Inginerilor Regali la terenul Aldershot. Convins de importanța militară a acestor vehicule, Estienne i-a scris generalului Joseph Joffre și, în cele din urmă, s-a întâlnit cu adjunctul acestuia, Maurice Janin, la data de 6 decembrie. Scopul întâlnirii a fost de a prezenta ideile sale privind crearea unităților de tancuri.
Ulterior, la data de 20 decembrie, Estienne s-a întâlnit cu Louis Renault în încercarea de a-l convinge să producă un tanc ușor. Cu toate acestea, Renault a refuzat inițial propunerea, deoarece compania sa era concentrată pe producția de muniții. Cu toate acestea, în ianuarie 1916, după o serie suplimentară de teste cu tractorul Holt și o nouă întâlnire între Estienne și Joffre la data de 18 ianuarie, generalul Joffre a luat decizia de a comanda patru sute de tancuri Schneider CA17 la data de 31 ianuarie.
În februarie 1916, au fost realizate primele prototipuri de mașini care să traverseze tranșeele folosind două tractoare Holt. Pe data de 17 februarie, mașina a fost finalizată și testată la Vincennes, iar în aceeași seară, Schneider a început construcția celor patru sute de mașini comandate de Joffre.
Pe 16 iulie, Louis Renault i-a comunicat lui Estienne că s-a răzgândit și că compania sa dezvoltă un tanc ușor. În luna august, Estienne a călătorit la Londra împreună cu Jules-Louis Breton, în încercarea de a-i convinge pe britanici să nu folosească tancurile până când cele franceze nu vor fi gata. Din păcate, misiunea lor a eșuat, iar armata britanică a început să utilizeze tancurile Mark I începând cu data de 15 septembrie.

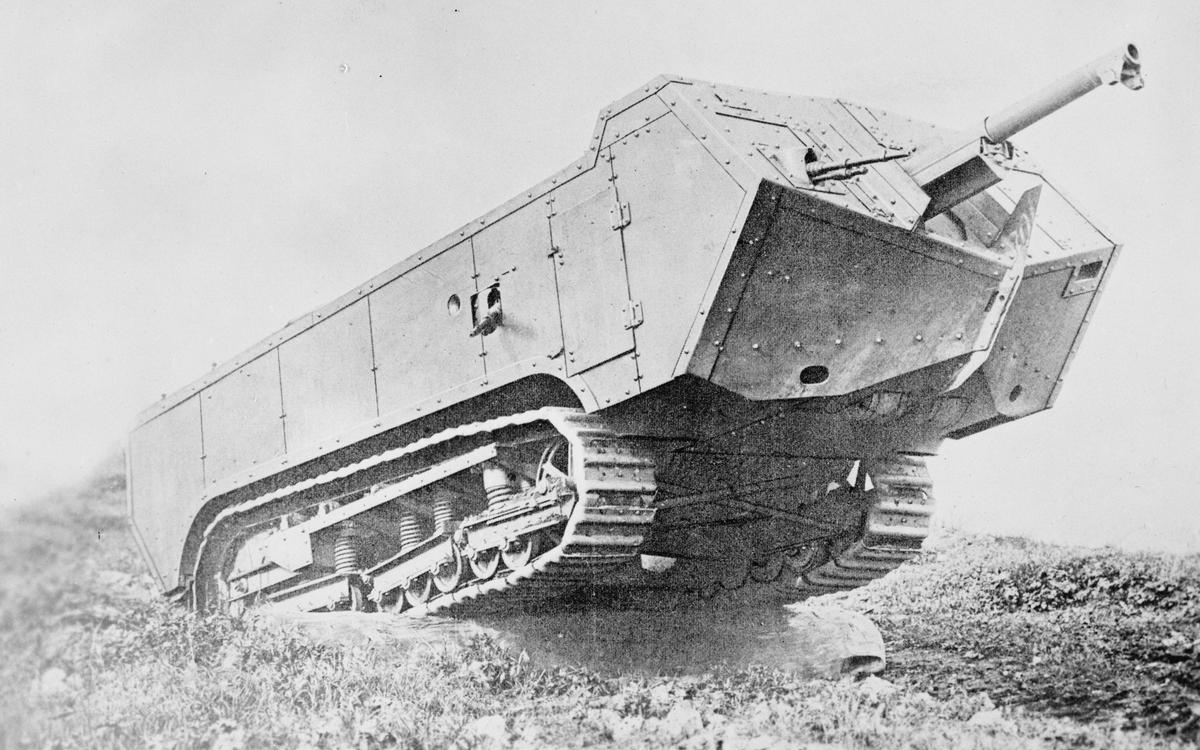
Tancul Saint-Chamond.

În ciuda performanțelor contradictorii ale primelor tancuri britanice, utilizarea lor a stârnit o euforie care a accelerat dezvoltarea forțelor blindate franceze. La 30 septembrie, colonelul Estienne a fost numit director al „artileriei speciale”. El a primit gradul de general de brigadă la 17 octombrie. A stabilit baza noului armament în luminișul Champlieu din pădurea Compiègne și a instituit primele regulamente și tradiții, bazate pe cele ale artileriei. La 27 noiembrie, a transmis o cerere către Marele Cartier General pentru achiziționarea a 1.000 de tancuri cu mitraliere ușoare, care ar fi putut fi construite de către Renault. Din cauza opoziției generalului Mouret, inspector al serviciului auto, ordinul a fost abandonat de către ministrul armamentului, iar generalul Estienne a trebuit să intervină din nou. A reușit să obțină aprobarea achiziționării a 150 de tancuri la data de 22 februarie 1917.

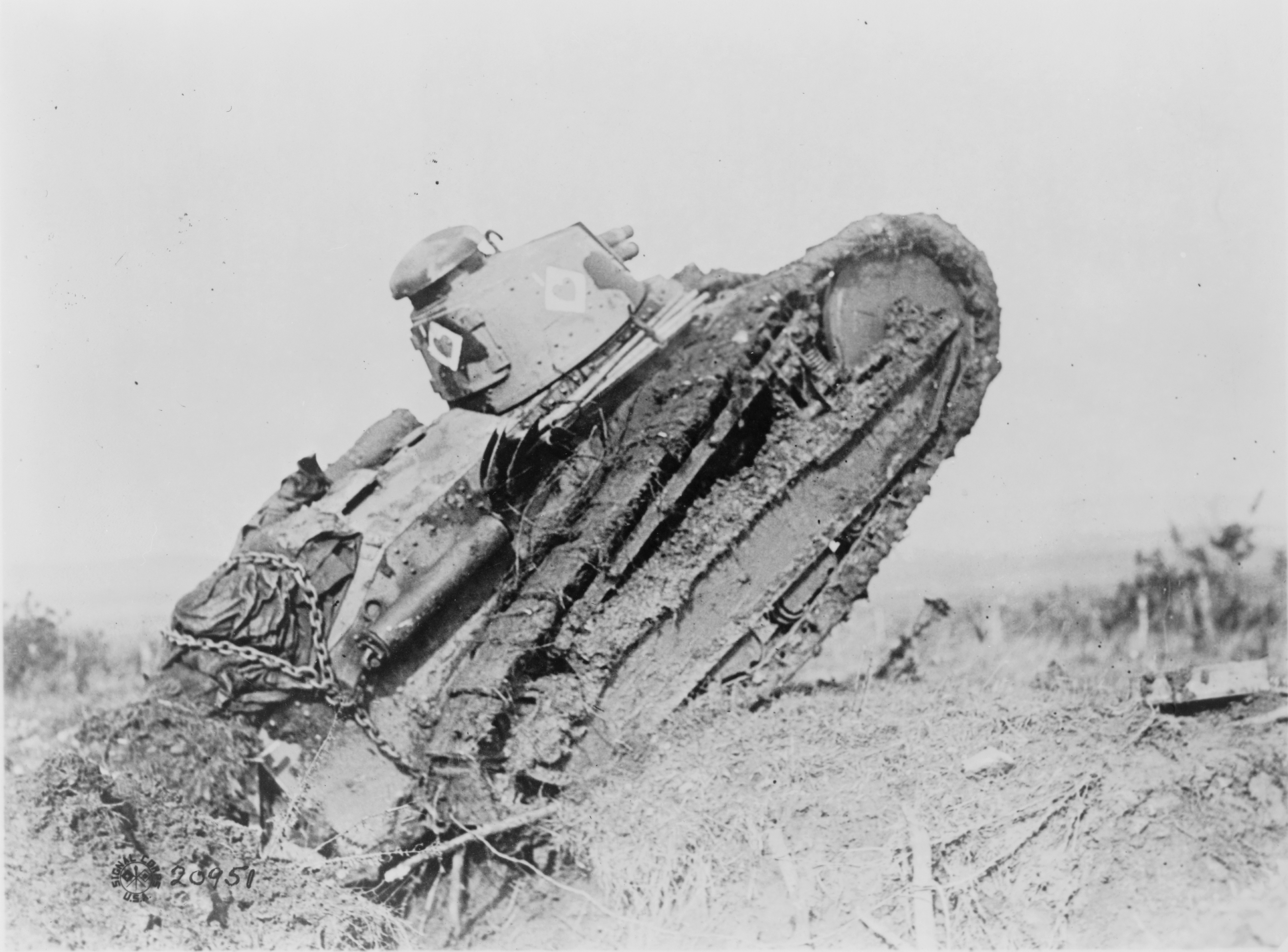
Tancul francez Renault FT-17 din Primul Război Mondial

În luna aprilie a anului 1917, noul comandant-șef, Robert Nivelle, a cerut desfășurarea „artileriei speciale” în sprijinul Armatei a 5-a franceze în apropierea localității Berry-au-Bac la data de 16 aprilie, în ciuda opoziției exprimate de către Estienne, care considera că acțiunea era prematură. Atacul s-a dovedit a fi un eșec, cu pierderi semnificative în rândul echipajelor de tancuri: acest prim angajament nefericit ar fi putut duce la desființarea „artileriei speciale”, dar înlocuirea lui Nivelle cu Pétain a salvat munca depusă de Estienne.
Până în luna iunie a anului 1917, industria primea comenzi pentru producția a 150 de tancuri grele FCM 2C, 600 de tancuri medii și nu mai puțin de 3.500 de tancuri ușoare FT. În timpul războiului, au fost formate șaptesprezece grupuri de tancuri Schneider CA1 și douăsprezece grupuri de tancuri Saint-Chamond, fiecare cu cincisprezece tancuri, precum și trei regimente de tancuri ușoare, ale căror acțiuni s-au dovedit a fi decisive în victoria forțelor aliate. În cursul anului 1917, Estienne s-a întâlnit cu tânărul soldat american George Patton, cu care a discutat aspecte tehnice și strategice legate de tancuri. La data de 2 august 1918, Estienne a fost numit Comandor al Legiunii de Onoare, cu următoarea mențiune din partea lui Buat: „Un ofițer general de o inteligență și o valoare excepționale, care, prin soliditatea și fructificarea ideilor sale, prin entuziasmul și credința cu care le-a apărat și le-a asigurat triumful, a adus cele mai eminente servicii cauzei comune”.
La data de 23 decembrie 1918, Estienne a fost promovat la gradul de general-maior. În anul 1919, a devenit comandant superior al grupului fortificat Alpes-Maritimes și comandant al subdiviziunii Nisa.
Ultima sa funcție activă a fost cea de inspector al tancurilor de luptă. Deși a intrat în rezervă la data de 7 noiembrie 1922, a devenit șeful nou-înființatei Direcții Generale de Cercetare a Tancurilor. A susținut două prelegeri consecutive, una la Conservatoire National des Arts et Métiers la data de 15 februarie 1920, iar apoi la Bruxelles în fața regelui Albert I, unde a dezvoltat o viziune mai degrabă profetică asupra viitorului tancurilor: „Imaginați-vă, domnilor, formidabilul avantaj strategic și tactic pe care l-ar obține față de armatele grele din trecutul cel mai recent o sută de mii de oameni capabili să parcurgă optzeci de kilometri într-o singură noapte cu arme și bagaje într-o anumită direcție și în orice moment. Tot ce ar fi nevoie ar fi opt mii de camioane sau tractoare auto și patru mii de tancuri cu șenile montate de o trupă de șoc de douăzeci de mii de oameni”. Aceste idei profetice privind rolul tancului în războiul modern, reluate de colonelul Charles de Gaulle, nu au fost pe deplin înțelese în Franța, deși au fost preluate și implementate de Germania, ale cărei divizii Panzer avea să joace un rol cheie în înfrângerea Franței în 1940.

## Explorarea Saharei
Estienne a avut un rol important în misiunea Citroën condusă de Georges-Marie Haardt și Louis Audoin-Dubreuil, care a avut loc între 17 decembrie 1922 și 7 ianuarie 1923 și a realizat prima traversare dublă a Saharei în vehicule autopropulsate. Estienne a fost un susținător al acestui proiect și a contribuit la succesul expediției. Împreună cu André Citroën și soția sa, Estienne s-a alăturat echipei în Sahara pentru a întâmpina expediția. 
În urma acestui succes, Gaston Gradis, un industriaș implicat în construcția de avioane Nieuport, a înființat în anul 1923 Compagnie Générale Transsaharienne (CGT), o companie de transport rutier. Generalul Estienne a fost numit președinte al CGT. Obiectivul acestei companii era să identifice și să echipamenteze o rută transsahariană adecvată pentru înființarea unei căi ferate și unei companii aeriene.
La sugestia fiului său, Georges, generalul Estienne a organizat misiunea "Algeria-Niger" prin intermediul Compagnie Générale Transsaharienne, cu sprijinul mai multor ministere. Misiunea a plecat din Figuig la 9 noiembrie 1923, având patru autoșenile Citroën și un avion Nieuport cu aripi pliabile. Traversarea Tanezrouft a durat trei zile și s-a dovedit a fi o zonă potrivită pentru transportul automobilelor și aterizarea aeronavelor. Această reușită a fost considerată o revoluție tehnică, deoarece a deschis calea comunicațiilor rapide prin Sahara, trecând de la epoca cămilei la cea a automobilului, așa cum a subliniat profesorul Émile-Félix Gautier.
Ulterior, generalul Estienne s-a retras în Nisa, pe Coasta de Azur, în 1933. Acolo, și-a dedicat timpul, printre altele, asociațiilor de veterani ai tancurilor. Aici l-a întâlnit pe viitorul general de Gaulle. În 1934, a fost onorat cu Marea Cruce a Legiunii de Onoare.
Generalul Jean-Baptiste Eugène Estienne a încetat din viață în 1936, la spitalul Val-de-Grâce, iar înmormântarea sa a avut loc în cimitirul Cimiez din Nisa.

## Grade
- Locotenent la 1 noiembrie 1882
- Căpitan la 23 martie 1891
- Șef de escadrilă la 30 decembrie 1902
- Locotenent-colonel la 23 martie 1910
- Colonel la 23 decembrie 1910
- General de brigadă la 8 august 1916
- General de divizie la 23 decembrie 1918

## Distincții
- Marea Cruce a Legiunei de Onoare[7]
- Croix de guerre 1914–1918
- Ordinul Meritul Agricol
- Ordinul Bath
- Distinguished Service Cross
- Ordinul Polonia Restituta
- Comandor clasa a III-a al Ordinului Meritul Militar

## Amintirea și moștenirea

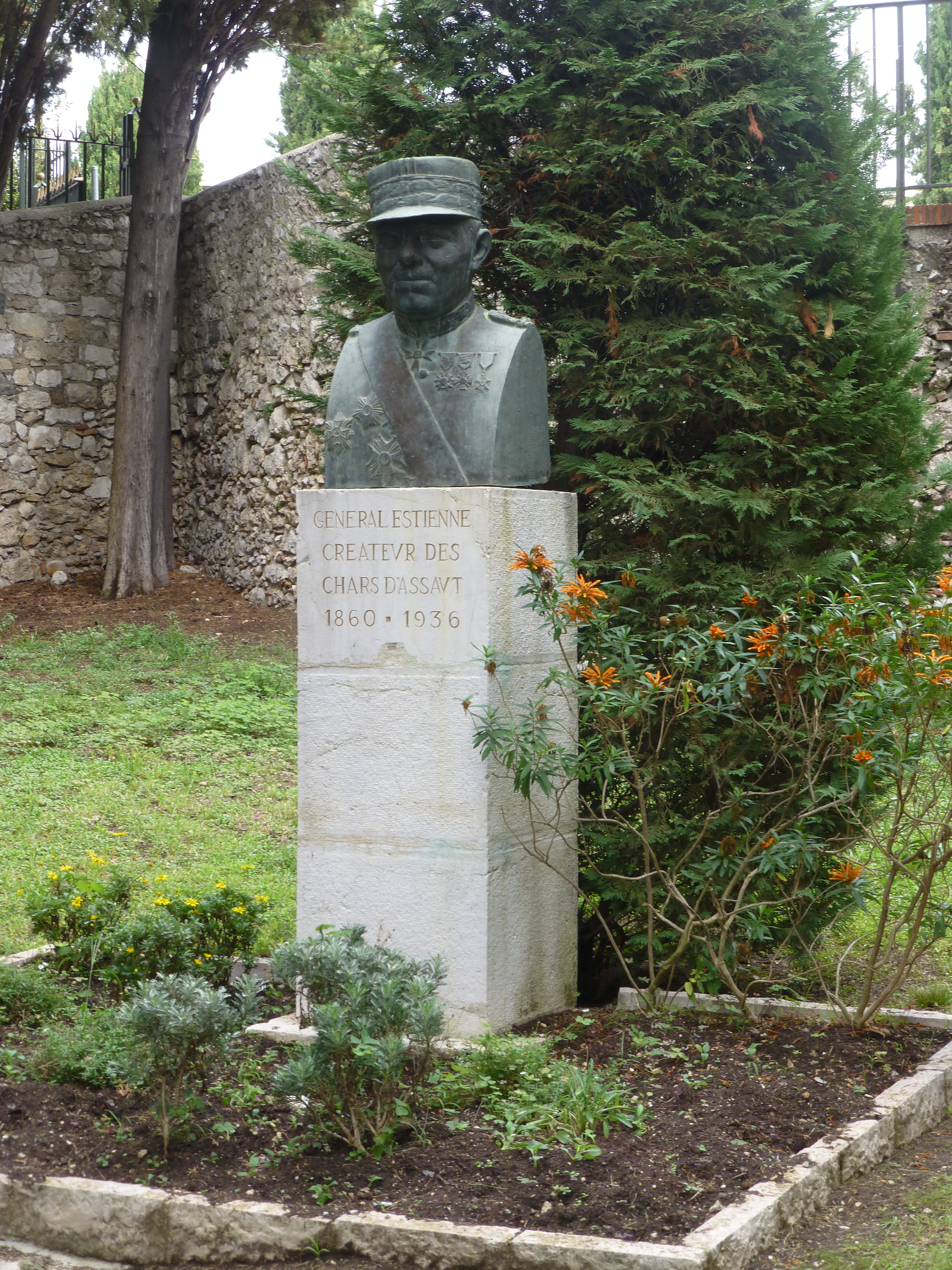
Bust al generalului Jean Estienne, Nisa

- Timbru poștal: La 7 noiembrie 1960, a fost emis un timbru poștal cu efigia generalului Estienne pentru a comemora contribuțiile sale în domeniul tancurilor.
- Bust în Nisa: În incinta Vilei des Arènes din Cimiez, Nisa (Alpes-Maritimes), se află un bust dedicat generalului Estienne, care îi onorează memoria.
- Monument la Champlieu: Un monument comemorează tabăra de tancuri de la Champlieu, situată în comuna Orrouy, departamentul Oise.
- Placă la Château d'Orrouy: La Château d'Orrouy, în apropiere de tabăra de tancuri de la Champlieu, se află o placă comemorativă care marchează locul postului de comandă.
- Monumentul artileriei de asalt din Berry-au-Bac: Generalul Estienne a inaugurat acest monument la 2 iulie 1920, iar acesta comemorează contribuția sa la dezvoltarea artileriei de asalt.
- Cartierul "General Estienne" din Rambouillet: Situat în Rambouillet, acest cartier militar francez, care a existat încă din secolul al XIX-lea, a găzduit diferite unități militare, inclusiv Regimentul 501 de tancuri și Comisariatul Armatei, purtând numele generalului Estienne.
- Baza „Général Estienne” de la Margny-lès-Compiègne: Această bază militară situată pe aerodromul cu același nume în Margny-lès-Compiègne, departamentul Oise, a fost gazda Regimentului 6 de elicoptere de luptă (A.L.A.T.) și poartă numele generalului Estienne.
- Străzi :
  - rue du Général-Estienne în Paris.
  - rue du Général-Estienne în Reims.